# B. R. Ambedkar
Bhimrao Ramji Ambedkar (em marata: भीमराव रामजी आंबेडकर) (14 de abril de 1891 — 6 de dezembro de 1956), popularmente conhecido como Babasaheb, foi um nacionalista, jurista, economista, político e reformador social Indiano que inspirou o revivalismo Budista na Índia. Sua campanha política combatia a discriminação social contra os Dalits, mulheres e trabalhadores. Foi o primeiro-ministro de Justiça da Índia e um dos principais arquitetos da Constituição da Índia.
Foi um estudante prolífico, tendo graduado-se em Direito e tendo vários doutorados da Universidade de Colúmbia e London School of Economics, e ganhou reputação de estudioso por sua pesquisa em direito, economia e ciência política. No início de sua carreira, trabalhou como economista, professor e advogado. Mais tarde sua vida foi marcada por suas atividades políticas, quando envolveu-se nas negociações pela independência da Índia e fez campanha publicando jornais advogando por direitos políticos e liberdade social para os Dalits, tendo contribuído muito para o estabelecimento do Estado da Índia. Converteu-se ao Budismo em 1956, e assim iniciou conversões em massa de Dalits.
Em 1990 foi-lhe conferido o Bharat Ratna, o mais importante prêmio civil da Índia. O legado de Ambedkar rendeu-lhe numerosas homenagens e retratações na cultura popular.

## Infância e educação
Ambedkar nasceu na cidade de Mhow nas Províncias Centrais (atual Madhya Pradesh). Ele foi o décimo quarto e último filho de Ramji Maloji Sakpal, um militar, e Bhimabai Sakpal. Sua família era da etnia marata da cidade de Ambavade, do distrito de Ratnagiri, atual Maharashtra. Ambedkar nasceu na casta Dalit, e por isso era tratado como pária e foi sujeito a discriminação socioeconômica. Os seus antepassados tinham uma tradição de emprego na Companhia das Índias Orientais, e seu pai serviu Exército da Índia Britânica. Este precisou usar sua posição no exército para conseguir que seu filho estudasse na escola do governo, pois enfrentavam resistência devido a sua casta. Apesar de ter conseguido ingresso na escola, Ambedkar e outros intocáveis eram segregados e tinham pouco amparo dos professores. Não lhes era permitido sentar dentro de classe. Eles sequer podiam tocar na água ou em um recipiente que a contivesse. Era necessário que alguém de uma casta mais elevada deixasse água jorrar para que eles bebessem. Muitas vezes quem fazia isto (um serviçal da escola) estava indisponível, e assim Ambedkar tinha que ficar sem água. Ele nem mesmo podia sentar no chão, devia levar consigo um saco para sentar.
Ramji Sakpal aposentou-se em 1894 e sua família mudou-se para Satara dois anos depois. Após a mudança, a mãe de Ambedkar morreu. As crianças passaram aos cuidados de sua tia paterna, que vivia em circunstâncias difíceis. Só 5 filhos sobreviveriam estas condições. Dos que sobreviveram, só Ambedkar conseguiu a graduação do ensino médio. Seu sobrenome original era Ambavadekar, da vila em que nasceu no Distrito de Ratnagiri. Seu professor Brâmane, Mahadev Ambedkar, que gostava muito dele, mudou seu nome de Ambavadekar para Ambedkar nos registros escolares.

## Ensino Superior

### Matrícula
Em 1897, a família de Ambedkar mudou-se para Mumbai, onde tornou-se o único intocável matriculado na Elphinstone High School. Em 1906, casou-se com uma menina de 9 anos, Ramabai. O casamento foi arranjado.
Em 1907, foi aprovado no seu exame de matrícula e no ano seguinte ingressou no Elphinstone College, afiliado à Universidade de Mumbai, tornando-se o primeiro intocável a fazê-lo. Tal sucesso provocou celebrações em sua comunidade. Após uma cerimônia pública, ele foi presenteado com a biografia do Buddha por Dada Kaluskar, o autor e amigo da família.

### Graduação em Economia e Ciência Política
Em 1912, obteve sua graduação em economia e ciência política pela Universidade de Mumbai, e se preparou para ter emprego no governo do estado de Baroda. Sua esposa, com então 15 anos, tinha acabado de mudar e começado a trabalhar, quando Ambedkar precisou retornar às pressas a Mumbai para visitar seu pai doente, que morreu no dia 2 de Fevereiro de 1913.

### Mestrado em Economia, Universidade de Columbia
Em 1913, mudou-se para os Estados Unidos. Ganhou uma bolsa pelo Estado de Baroda no valor de £ 11,50 (Sterling) por mês durante três anos sob um esquema estabelecido pelo governo que visava providenciar oportunidades para pós-graduação na Universidade de Columbia em Nova Iorque. Ele conseguiu seu diploma de mestrado em Junho de 1915, na área de Economia, com Sociologia, História, Filosofia e Antropologia como outros campos que estudou. Ele apresentou a dissertação: Ancient Indian Commerce (Comércio na Antiguidade da Índia).

### Economia, Universidade de Columbia
Em 1916 Ambedkar completou sua segunda tese, National Dividend of India - A Historic and Analytical Study (Dividendo da Índia - Um Estudo Histórico e Analítico). Recebeu seu doutorado em 1927, após já ter saído de Londres e estar na Índia. Escreveu um artigo sobre as castas na Índia, e o apresentou ao antropólogo Alexander Goldenweiser.

### Escola de Economia de Londres
Em outubro de 1916 Ambedkar inscreveu-se no curso para formar advogados em Gray's Inn, enquanto ingressava na Faculdade de Economia de Londres, onde começou a trabalhar em uma tese de doutorado. Mas em junho de 1917 ele foi obrigado a voltar para a Índia, devido à expiração de sua bolsa de estudos de Baroda. Foi-lhe concedida permissão para voltar a Londres e submeter sua tese em 4 anos. Esta era sobre a Rupia indiana. Voltou para completar seus estudos assim que lhe foi cedida a oportunidade. Na mesma faculdade conseguiu outro mestrado em Economia, e ainda foi considerado apto a advogar em Gray's Inn. Foram-lhe conferidos ainda outros dois doutorados Honoris causa (Ll.D, Columbia, 1952 e Ll.D., Osmania, 1953).

## Combate ao Sistema de Castas
Ambedkar teve que servir ao estado de Baroda devido à bolsa de estudos que lhe foi dada. Encontrou muitas dificuldades, as quais descreveu em sua biografia. Trabalhou como professor particular, contabilista, e estabeleceu um negócio de consultoria de investimentos, mas tudo falhava quando seus clientes descobriam que era um intocável. Em 1918 tornou-se professor de Economia Política na Universidade de Comércio e Economia de Sydenham em Mumbai. Ele era bem-visto pelos alunos, porém outros professores faziam objeções ao fato de ele beber do mesmo recipiente que eles.
Ele foi convidado a prestar declarações no Comitê de Southborough, cuja finalidade era coletar opiniões e dados para o Ato do Governo da Índia de 1919, que visava aumentar a participação dos indianos no governo de seu país, ainda Colônia Britânica. Na ouvidoria, Ambedkar sugeriu o estabelecimento de eleitorados separados e cotas para indivíduos de castas excluídas e minorias religiosas ou sociais, ideias que ele levaria adiante ao participar da formulação da Constituição da recém independente Índia.
Ambedkar trabalhou na área do direito. Em 1926 ele defendeu, com sucesso, três líderes políticos não Brâmanes que acusaram a comunidade Brâmane de arruinar a Índia e que por isso tinham sido processados. Foi considerada uma vitória histórica, tanto para os clientes quando para o doutor.

## Protestos e Militância
Enquanto advogava na Corte de Mumbai, Ambedkar tentava elevar a situação social dos intocáveis e dar-lhes educação. Sua primeira tentativa organizada de fazê-lo foi com a criação da Bahishkrit Hitakarini Sabha, uma instituição política que visa providenciar ensino e melhorias socioeconômicas, além de bem-estar, aos intocáveis (está em atividade até hoje). Para proteger seus direitos ele ainda criou e publicou muitos jornais, como Mook Nayak, Bahishkrit Bharat, Samata, e Janta.
Ele foi selecionado ao Comitê de Presidência de Mumbai para trabalhar com a Comissão de Simon formada por europeus em 1925 (o objetivo de tal comissão era propor reformas políticas para a Índia). Devido a falta de representatividade de indianos na comissão, esta foi um fracasso e engatou vários protestos. Foi aí, contudo, que Ambedkar começou a estabelecer diretrizes para a futura Constituição da Índia.
A partir de 1927 Ambedkar organizou movimentos ativos contra a intocabilidade. Ele começou com passeatas públicas para a abertura e compartilhamento de fontes de água. Ele também reivindicou o direito de adentrar a templos Hindus. Liderou uma Satyagraha (resistência não violenta) em Mahad (cidade localizada no estado de Maharashtra) o direito dos Dalits de usar a mesma fonte de água das outras comunidades. Em uma conferência no final de 1927, condenou publicamente o clássico Hindu Manusmrti (Leis of Manu), por justificar o sistema discriminatório de castas e a intocabilidade, queimando cópias de tal texto. Em 25 de Dezembro de 1927, milhares de pessoas queimaram o Manusmrti sob liderança de Ambedkar.
Em 1930, Ambedkar inaugurou o Movimento do Templo Kalaram, para que Dalits tivessem o direito de adentrar ao templo. Era um movimento não-violento para o qual se preparara durante 3 meses. Cerca de 15 mil voluntários se reuniram na satyagraha do Templo Kalaram, fazenda dela uma das maiores processões da cidade de Nashik (também no estado de Maharashtra). A processão era guiada por uma banda militar, um agrupamento de batedores, e mulheres e homens que caminhavam organizadamente, para ver as estátuas dos deuses do Templo Kalaram pela primeira vez. Quando chegaram aos portões, estes haviam sido fechados por autoridades brâmanes. O movimento buscava dignidade e autorrespeito.

## Pacto de Poona
Em 1932, os britânicos anunciaram a formação de eleitorados separados para as "Classes Deprimidas" no "Prêmio Comunal". Gandhi se opôs á proposta, temendo uma fragmentação da comunidade Hindu em dois grupos. Gandhi protestou fazendo greve de fome enquanto estava aprisionado da Cadeia Central Yerwada de Poona. Após o jejum, congressistas e ativistas como Madan Mohan Malaviya e Palwankar Baloo.